# انتخابات الرئاسة التشيلية 2009-10
انتخابات الرئاسة التشيلية 2009-10 هي الانتخابات الرئاسية التي جرت في 17 يناير 2010، لانتخاب رئيس تشيلي، فاز بالانتخابات سبستيان بنييرا.